# Позняковские (дворянский род)

## Происхождение и история рода
Фамилия Позняковский родом из польского шляхетства, а именно происходит от Позняк (польск. Późniak) — древний дворянский род, из польского боярства.
Предок рода Иван Григорьев сын Позняк, в княжестве Жмудском владел деревнями (1569). Боярин Фёдор Позняк от Короля Сигизмунда Августа за службы, пожалован привилегией на поместья. Фамилия Позняковский относится к виду слабораспространенной в областях России и стран ближнего зарубежья. В ссылающихся очень старых текстах граждане с этой фамилией были известными деятелями из русского псковского дворянства в 16-17 веках, имеющих в своем распоряжении хорошую власть и почести. Древние корни фамилии можно почерпнуть в ведомости переписи Древней Руси в век правления Иоана Грозного. У царя хранился особый список привилегированных и благозвучных фамилий, которые вручались придворным только в случае особых заслуг или награды. Вследствие чего сия фамилия сохранила свое индивидуальное обозначение.
Фамилия «Позняковский» внесена в бархатную книгу.
В нынешнее время фамилию носят потомки священнослужителей.

## Описаниегерба (Позняковских)
Щит разделён на четыре части, из которых: в первой части, разрезанной перпендикулярно надвое, в правом, чёрном поле, означена золотая шпага остриём вверх, а в левом, золотом поле — чёрное орлиное крыло. Во второй части, в голубом поле, серебряный крест и под ним три шестиугольные серебряные звезды. В третьей части, в красном поле, изображён серебряный журавль, в правую сторону обращённый, держащий в правой лапе камень. В четвёртой части, разделённой надвое, в правом, золотом поле, чёрное орлиное крыло, а в левом, чёрном поле, золотой ключ. Щит увенчан дворянским шлемом и короной с павлиньими перьями, на середине которых находится серебряный крест державного ордена Святого Иоанна Иерусалимского. Намёт на щите голубой и красный, подложенный золотом